# 陈焕友
陈焕友（1934年1月—），男，汉族，江苏南通人，中华人民共和国政治人物。中共十二大、十三大、十四大、十五大、十六大、十七大代表，第十四、十五屆中央委員，第七、八、九、十届全国人大代表。

## 经历
1950年3月开始曾在中国人民解放军华东军政大学学习和在军队工作。1952年起先后在中国人民大学工业经济系学习和哈尔滨工业大学工程经济系进修，进修期间曾作为学生代表列席了世界民主青年理事会北京会议。
1959年起先后任吉林工业大学教师、教研室党支部书记、工程经济系党总支副书记、校党委秘书，“文革”期间曾在无锡下放劳动数年。此后曾多年担任无锡柴油机厂党委书记、厂长等职。1981年任江苏省经委、国防工办副主任。1983年3月任江苏省副省长兼省计经委副主任。1984年底任中共江苏省委常委、常务副省长。1986年3月任江苏省委副书记、常务副省长。1989年4月当选为江苏省省长。1992年2月20日下午3时，邓小平南巡从上海返回北京途中在南京火车站停留。在停留的半个小时内，邓与陈焕友等在月台上走动交谈，了解情况。1993年9月任江苏省委书记、江苏省省长。1994年9月任江苏省委书记。1998年2月至2000年1月任江苏省委书记兼省人大常委会主任。2000年1月至2003年2月任江苏省人大常委会主任。

## 社会兼职
1988年到1998年被聘为南京大学兼职教授；1997年7月被聘为江苏省高层论坛名誉主任和南京大学江苏发展研究院院长；1998年至今被聘为南京大学名誉董事长、兼职教授；2002年4月被聘为日本北陆大学名誉博士；2002年10月被聘为苏州大学名誉董事长、兼职教授；2003年1月被聘为苏州工业园区高级顾问。

## 著作
- 《江苏现代化建设的实践与思考》1996 江苏人民出版社
- 《江苏现代建设十年求索》1998人民出版社
- 《陈焕友话江苏》第一卷1998 中共党史出版社
- 《陈焕友话江苏》第二卷2008 中共党史出版社
- 《发展是永恒的主题:江苏现代化若干决策与实践》上下册2011江苏人民出版社
- 《反思洪灾兴水利:江苏20世纪90年代两次抗洪和新一轮水利建设高潮》2011河海大学出版社